# 삼성 옴니아 7
삼성 옴니아 7(Samsung Omnia 7, Samsung i8700)는 삼성전자가 2010년 11월 8일에 출시한 스마트폰이다.

## 같이 보기
- 윈도우 폰 7
- 삼성 포커스